# Højesteret

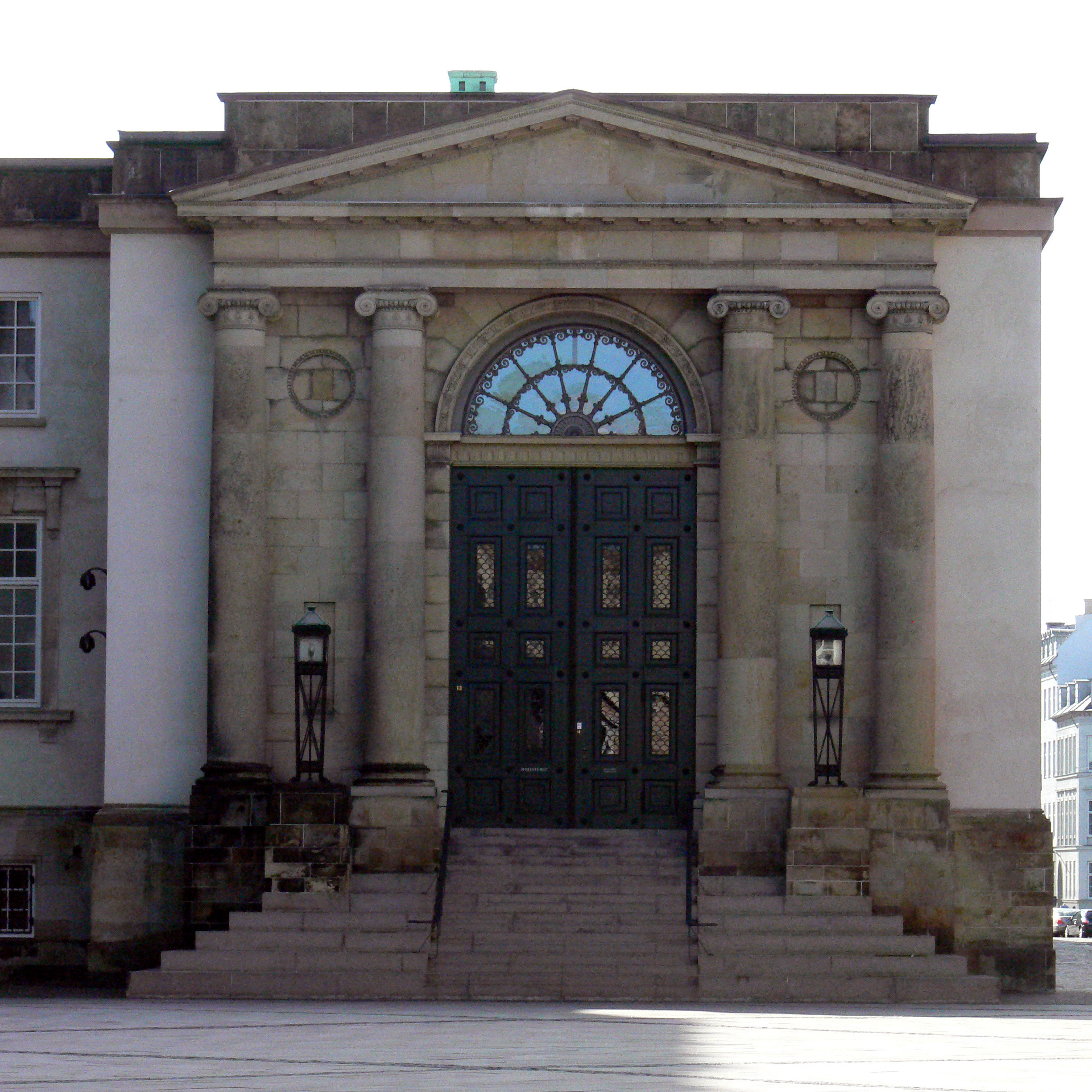
Haupteingang zum Obersten Gericht

Højesteret (dt. Höchstes Gericht) ist im Königreich Dänemark die oberste Appellinstanz in Zivil- und Strafsachen. Es verhandelt Urteile und Verfahren der beiden Landesgerichte (Østre Landsret und Vestre Landsret) sowie des See- und Handelsgerichts (Sø- og Handelsretten). In Strafrechtssachen steigt das Gericht jedoch nicht wieder in die Beweisaufnahme ein, sondern kann nur Verfahrensmängel, Strafmaß und Gesetzesauslegung der untergeordneten Instanzen, also eine mögliche Verletzung formellen Rechts oder materiellen Rechts, prüfen. 
Wurde ein Prozess am Amtsgericht (byret) begonnen und ein Revisionsverfahren vor dem Landesgericht durchgeführt, kann dessen Urteil nur vor das Oberste Gericht gebracht werden, falls der unabhängige Prozessbewilligungsausschuss (procesbevillingsnævnet) eine Sache zur drittinstanzlichen Behandlung zulässt. Dieser fünfköpfige Ausschuss besteht aus einem Richter des Obersten Gerichts, einem Richter am Landesgericht, einem Amtsrichter, einem Rechtsanwalt und einem Mitglied der juristischen Fakultät einer dänischen Universität.
Die dänische Verfassung garantiert eine direkte Überprüfung durch das Oberste Gericht, wenn ein Verein durch Parlamentsgesetz zwangsaufgelöst wird.
Højesteret behandelt letztinstanzlich Verfahren aus den drei Ländern des Königreiches: Dänemark, Färöer und Grönland. Für die weiteren Gerichte des Landes siehe Gerichtsorganisation in Dänemark.
Das Oberste Gericht hat seinen Sitz auf Schloss Christiansborg in Kopenhagen. Es wurde 1661 von Friedrich III. begründet. Zurzeit besteht es aus 19 Richtern. Gerichtspräsident ist seit Februar 2017 Thomas Rørdam.